# Ősagárd
Ősagárd (szlovákul: Agárd) falu Nógrád vármegye délnyugati részén, a Rétsági járásban.

## Nevének eredete
A középkorban a királyi vadászatokon alkalmazott agarakat itt tenyésztették, az „ős-” jelzőt 1906-ban kapta megkülönböztetésképpen.

## Fekvése
A vármegye nyugati szélén fekszik, a Naszály északi előhegyei között. A terület arculatát a Naszály és a Cserhát dombjai határozzák meg. Budapesttől 52, Váctól 21, Rétságtól 15 kilométerre található.
A közvetlenül határos települések: észak felől Felsőpetény, északkelet felől Alsópetény, délkelet felől Keszeg, délnyugat felől Kosd, nyugat felől Szendehely, északnyugat felől pedig Nőtincs.

### Megközelítése
A település könnyen megközelíthető a 2-es főút felől, mivel annak nőtincsi leágazásától alig 8 kilométerre fekszik, a 2114-es út mentén. Hasonlóan könnyen elérhető a Rád-Penc-Keszeg útvonalon is.

## Története
A hely ősidőktől lakott, a község határában őskori kőedény-töredékeket, kőeszközöket találtak.
A falu középkori település. A 15. század elején királyi birtok volt. 1424-ben Zsigmond király feleségének, Borbála királynénak adományozta.
A 15. század végén Szanda várához tartozott.
A 16. században birtokperek folytak a településért, végül Szapolyai János nyerte el, aki 1526-ban Werbőczy Istvánnak adta.
A környék évszázadokon keresztül igen elzárt volt, megőrizte a régi, szlovák hagyományokat. A településen máig sokan beszélik a szlovák nyelvet.

### Az evangélikus egyházközség

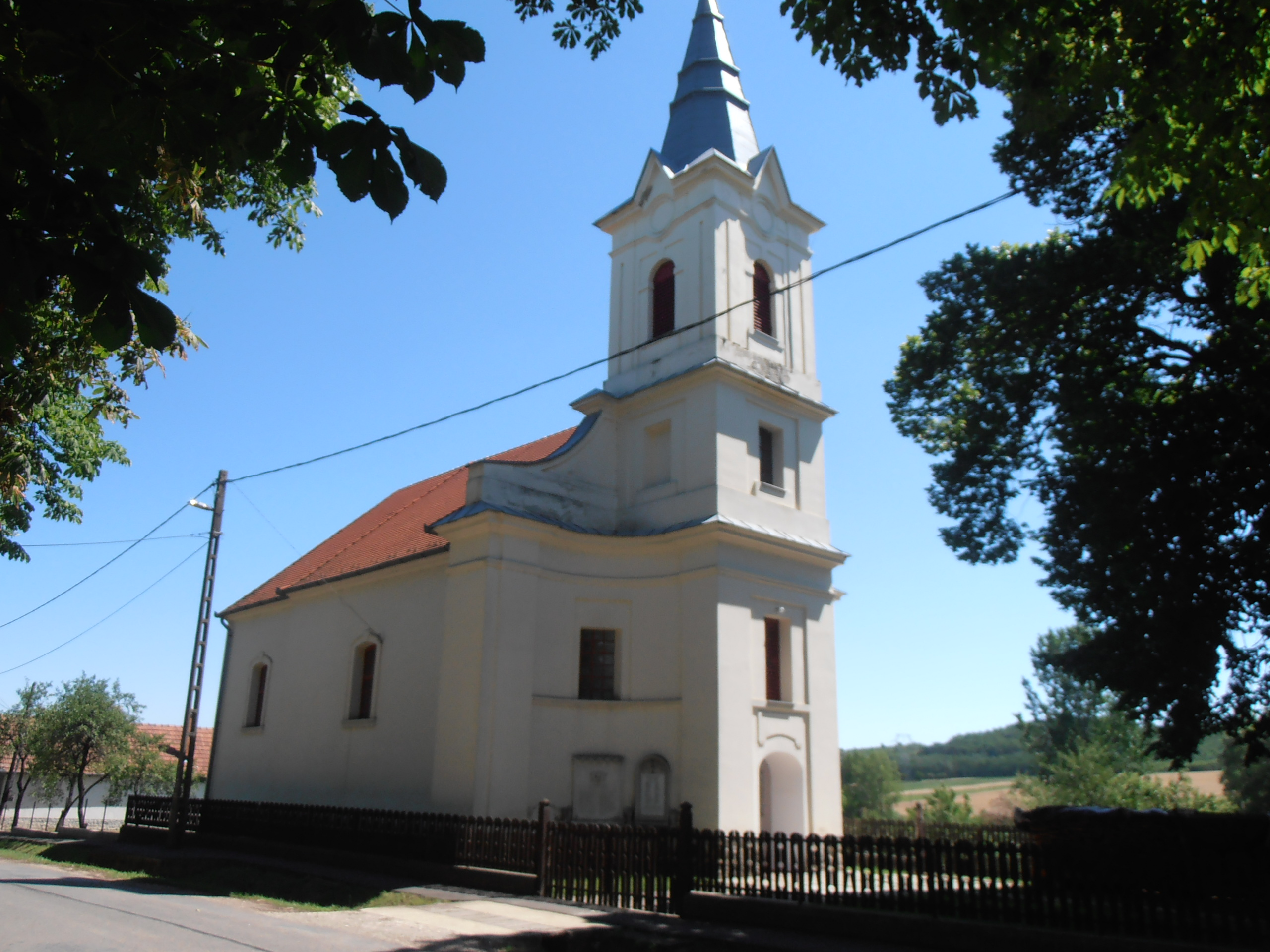
Az ősagárdi evangélikus templom

A ma mintegy 350 lelket számláló község népessége a török hódoltság után Gömör és vármegyékből érkező evangélikus vallásfelekezetű, betelepült szlovákajkú és helybéli református, magyar ajkú családoktól származik. Az evangélikus Egyházközség létezésének első hiteles adata 1735-ből maradt ránk.
Az ellenreformáció alatt templomukat elkoboztatta a nagy hatalmú váci püspökség. Így 67 esztendeig a nézsai, majd nőtincsi katolikus plébániához tartoztak az itt élő evangélikusok. Istentiszteleteken a bánki evangélikus templomban vettek részt. II. József türelmi rendeletének köszönhetően, 1785-ben, Bilszky János evangélikus lelkipásztor vezetésével új templomot épített Agárd népe. Az 1786 októberében felépült templom, természetesen ma már toronnyal együtt, napjainkban is az ősagárdi evangélikusok lelki otthona.
A templomba belépő a mennyezeten az „Old le a te saruidat, mert a hely, amelyen állasz, szent föld.” bibliai idézet olvasható. /2 Móz 3,5/ A templom oltárképe 1923-ban készült és a Gecsemáné kertben gyötrődve imádkozó Krisztust ábrázolja. Orgonáját 1818-ban építették. Ennek az orgonának a fémsípjait  hadicélokra áldozták 1914-ben. Új orgonát az ősagárdi evangélikusok 1928-ban vásároltak a Rieger cégtől Horeczky Aladár  lelkész biztatására.
Az agárdi templom tornya Holéczy Mátyás lelkészi szolgálata alatt, 1824-ben épült. A karcsú torony magassága 22 méter. 1862-ben bádoggal fedték, 1906-ban horganyvaslemez tetőt kapott. Csúcsán csillag van.
Az első világháború előtt két ősi harang lakott a toronyban. A nagyobb 312 kg-os, 1835-ből való. Felirata: „Öntötte Schaudt András Pesten 1835.” A kisebbik 1794-ből származó 40 kg-os harangot, a második világháború idején szintén, hadi célokra szolgáltatta be a gyülekezet  1928-ban.  A gyülekezet önkéntes adományokból 1921-ben egy új, 106 kg-os harangot vásárolt. Felirata: „Luther Wormsi vallástételének 400 éves emlékére, az Ősagárdi ev. Egyház.” A harangon a magyar címer ékeskedik.

## Közélete

### Polgármesterei
- 1990–1994: Agárdi András (független)[3]
- 1994–1998: Agárdi András (független)[4]
- 1998–2002: Agárdi András (független szlovák kisebbségi)[5]
- 2002–2006: Agárdi András (független szlovák kisebbségi)[6]
- 2006–2010: Agárdi András (független)[7]
- 2010–2014: Agárdi András (független)[8]
- 2014–2019: Agárdi András (független)[9]
- 2019–2024: Agárdi András (független)[10]
- 2024– : Bagdán Lajos (független)[1]

## Népesség
A település népességének változása:
| Lakosok száma | 288  | 291  | 296  | 298  | 298  | 295  | 299  |
|               | 2013 | 2014 | 2015 | 2021 | 2022 | 2023 | 2024 |

2011-ben a település lakosságának 56%-a magyar, 42%-a szlovák, és 1%-a szlovén nemzetiségűnek vallotta magát.
A 2011-es népszámlálás során a lakosok 97,2%-a magyarnak, 0,3% németnek, 0,3% románnak, 42,6% szlováknak, 0,9% szlovénnek mondta magát (2,8% nem nyilatkozott; a kettős identitások miatt a végösszeg nagyobb lehet 100%-nál). A vallási megoszlás a következő volt: római katolikus 8,8%, református 3,8%, evangélikus 74,8%, felekezeten kívüli 6,3% (5,4% nem nyilatkozott).
2022-ben a lakosság 91,9%-a vallotta magát magyarnak, 31,2% szlováknak, 0,7% németnek, 0,3% cigánynak, 1,7% egyéb, nem hazai nemzetiségűnek (8,1% nem nyilatkozott; a kettős identitások miatt a végösszeg nagyobb lehet 100%-nál). Vallásuk szerint 52% volt evangélikus, 12,8% római katolikus, 2% református, 1% egyéb keresztény, 0,3% egyéb katolikus, 7,4% felekezeten kívüli (24,2% nem válaszolt).

## Látnivalók
- Evangélikus templom: Barokk stílusban épült 1785-ben, később átépítették. Tornyot 1824-ben kapott.
- Násznép-barlang: a néphagyomány szerint egy lakodalmas nép menekült a török elől a barlangba, innen kapta nevét az üreg.
- Zsömle-barlang: a Násznép-barlangtól keletre található a geológiai ritkasága miatt nevezetes Zsömle-barlang, ami egy körülbelül 2 méter átmérőjű szabályos gömbfülke. A Naszály kiemelkedését megelőző földtörténeti korban, több mint 200 millió évvel ezelőtt keletkezett.
- A település környezete természeti értékekben gazdag, sok kirándulási lehetőség kínálkozik.

## Külső hivatkozások
- Ősagárd térkép Archiválva 2016. március 5-i dátummal a Wayback Machine-ben
- Az ősagárdi evangélikus egyházközség honlapja
- Ősagárd község hivatalos honlapja